# Atami
Atami (熱海市, Atami-shi) est une ville de la préfecture de Shizuoka, au Japon.

## Toponymie
Atami signifie « mer chaude », en référence à ses nombreuses sources chaudes ou onsen.

## Géographie

### Localisation
Atami est situé à l'extrême est de la préfecture de Shizuoka, à l'extrémité nord de la péninsule d'Izu. La ville se trouve sur les pentes d'une caldeira volcanique partiellement submergée au bord de la baie de Sagami.
L'île de Hatsu-shima se trouve dans le territoire d'Atami, à environ 10 kilomètres des côtes de la ville.

### Municipalités limitrophes
| Kannami   | Yugawara | baie de Sagami |
| Kannami   | Atami    | baie de Sagami |
| Izunokuni | Itō      | baie de Sagami |

### Démographie
Au mois de avril 2012, la population s'élevait à 39 463 habitants pour une densité de population de 640 habitants/km2. La surface totale de la ville est de 61,60 km2.

### Climat
Atami a un climat subtropical humide caractérisé par des étés chauds et humides, et des hivers relativement doux. La température moyenne annuelle est de 16,3 °C. La pluviométrie annuelle moyenne est de 2 012,7 mm, septembre étant le mois le plus humide. Les températures sont les plus élevées en moyenne en août, à environ 26,4 °C, et les plus basses en janvier, à environ 7,0 °C.

## Histoire
Atami est une station balnéaire depuis au moins le VIIIe siècle. Minamoto no Yoritomo et Hōjō Masako en étaient des visiteurs notables. Durant l'époque d'Edo, la région était sous le contrôle direct du shogunat Tokugawa. Le village moderne d'Atami est créé le 1er avril 1889. Il est élevé au rang de bourg le 11 juin 1894, puis de ville le 10 avril 1937.
Le 1er septembre 1923, le tsunami consécutif au séisme de Kantō détruit une grande partie d'Atami.

### Glissement de terrain de 2021
Le 3 juillet 2021, des glissements de terrain provoqués par de fortes pluies ont emporté des maisons et dix-neuf personnes sont portées disparues.

## Culture locale et patrimoine

### Patrimoine culturel
Le musée d'art MOA héberge une partie de la collection d'art de son fondateur, le chef religieux et millionnaire Mokichi Okada (en), (1882-1955).

### Patrimoine religieux
- Izusan-jinja

## Transport
Atami est desservie par la ligne Shinkansen Tōkaidō, ainsi que par les lignes classiques Tōkaidō et Itō. La gare d'Atami est la principale gare de la ville.

## Jumelages
La ville d'Atami est jumelée avec les municipalités suivantes, :
- Beppu (Japon) depuis 1966 ;
- Sanremo (Italie) depuis 1976 ;
- Cascais (Portugal) depuis 1990.

## Honneurs
L'astéroïde (1139) Atami a été nommé d'après la ville.

## Personnalités liées à la ville
- Yūji Ōno (né en 1941), compositeur
- Mitsuko Uchida (née en 1948), pianiste
- Yū Hayami (née en 1966), actrice